# Rode walviskopvis
De rode walviskopvis (Barbourisia rufa), ook bekend onder de naam fluweelwalviskopvis, is een straalvinnige vissensoort uit de familie van bamburisiden (Barbourisiidae). De wetenschappelijke naam van de soort is voor het eerst geldig gepubliceerd in 1945 door Parr.

## Kenmerken
Deze vis heeft een oranjerood, langgerekt lichaam met een grote bek, dat ruig of prikkelig aanvoelt. Dit komt doordat de schubben zijn bezet met een klein, centraal stekeltje. De vinnen zijn ver achterwaarts geplaatst. De kaken zijn bezet met meerdere kleine, inklapbare tanden. De lichaamslengte bedraagt maximaal 39 cm.

## Leefwijze
Deze solitaire diepzeevis vangt zijn prooien vanuit een hinderlaag tijdens een korte sprint.

## Verspreiding en leefgebied
Deze soort komt wereldwijd voor in tropische en gematigde zeeën.